# Денні Келіфф
Денні Келіфф (англ. Danny Califf, нар. 17 березня 1980, Монтклер) — американський футболіст, що грав на позиції захисника.
Виступав, зокрема, за клуб «Лос-Анджелес Гелаксі», а також національну збірну США. У складі збірної — володар Золотого кубка КОНКАКАФ.

## Клубна кар'єра
Народився 17 березня 1980 року в місті Монтклер. Грав у футбольній команді «Меріленд Террапінс», що представляла Університет Меріленду, після чого на Супердрафті МЛС 2000 року під 6 номером був обраний клубом «Лос-Анджелес Гелаксі». Молодий захисник одразу був включений до основної команди, з'явившись у 18 іграх (16 з них — у старті) дебютного сезону 2000 року. Протягом наступних трьох років Келіфф зарекомендував себе як один з найкращих центральних захисників ліги, допомагаючи команді виграти Відкритий кубок США у 2001 році та Кубок MLS у 2002 році.
В останньому сезоні за лос-анджелесців, в 2004 році, Келіфф боровся з травмами і зіграв лише у лише у 10 іграх зі старту, тому перед наступним сезоном 2005 року він перейшов до іншої команди «Сан-Хосе Ерзквейкс». Там він відновив свою стару форму і навіть покращив її, за що вперше був включений до MLS Best XI, а також допоміг клубу стати переможцем регулярного чемпіонату.
На початку 2006 року Келіфф перебрався до Данії, де став гравцем «Ольборга». У клубом у 2008 років він виграв чемпіонат Данії, але після закінчення сезону не зміг домовитись з «Ольборгом» про новий контракт і перейшов у інший місцевий клуб «Мідтьюлланд», де провів наступні півтора року.
3 грудня 2009 року Келіфф повернувся на батьківщину і підписав контракт з клубом «Філадельфія Юніон», де став капітаном команди і провів у клубі наступні 2,5 сезони. 17 травня 2012 року Келіфф став гравцем «Чівас США», де і дограв сезон 2012 року, після якого чиказький клуб відмовився продовжувати контракт з гравцем.
Наприкінці сезону 2012 року Келіфф взяв участь у MLS Re-Entry Draft 2012 року і 14 грудня 2012 року був обраний «Торонто» першим номером другого етапу проекту, і в цей день підписав контракт з канадцями на сезон 2013 року. Втім зігравши лише кілька ігор за клуб Келіфф оголосив про завершення кар'єри 12 липня 2013 року.

## Виступи за збірні
У складі юнацької збірної США був учасником юнацького чемпіонату світу 1997 року, де зіграв у трьох матчах, але його збірна не вийшла в плей-оф.
У 1999 році в складі молодіжної збірної США взяв участь в молодіжному чемпіонаті світу в Нігерії, де забив гол і дійшов з командою до 1/8 фіналу.
Наступного року у олімпійської збірної США взяв участь у футбольному турнірі Олімпійських ігор 2000 року у Сіднеї, зайнявши з командою четверте місце.
19 січня 2002 року дебютував в офіційних матчах у складі національної збірної США в грі проти Південної Кореї в рамках розіграшу Золотого кубка КОНКАКАФ 2002 року у США. Це був єдиний матч Келіффа на тому турнірі, здобувши того року титул континентального чемпіона.
Наступного літа Келіфф зі збірною поїхав спочатку на Кубок конфедерацій 2003 року у Франції, де зіграв у двох матчах, але його команда не вийшла з групи, а потім і на Золотий кубок КОНКАКАФ 2003 року у США та Мексиці, де зіграв у трьох матчах. в тому числі і у виграному матчі за 3-тє місце, яке принесло американцям бронзові нагороди турніру.
Згодом Келіфф у складі збірної був учасником Кубка Америки 2007 року у Венесуелі, де був капітаном команди 5 липня 2007 року під час останньої гри проти Колумбії, в якій американці програли 0:1 і не вийшли в плей-оф.
Також Келіфф потрапив у заявку збірної на Кубок конфедерацій 2009 року у ПАР, де разом з командою здобув «срібло», втім жодного матчу на тому турнірі не провів і після нього за збірну теж більше не грав. Всього протягом кар'єри у національній команді, яка тривала 12 років, провів у її формі 23 матчі, забивши 1 гол, 16 березня 2004 року проти Гаїті.

## Титули і досягнення
- Чемпіон Данії (1):

«Ольборг»: 2007–08
- Володар Відкритого кубка США (1):

«Лос-Анджелес Гелаксі»: 2001
- Володар Кубок MLS (1):

«Лос-Анджелес Гелаксі»: 2002
- Переможець регулярного чемпіонату MLS (2):

«Лос-Анджелес Гелаксі»: 2002
«Сан-Хосе Ерзквейкс»: 2005
- Володар Кубка чемпіонів КОНКАКАФ (1):

«Лос-Анджелес Гелаксі»: 2000
- Переможець Золотого кубка КОНКАКАФ: 2002, 2007
- Бронзовий призер Золотого кубка КОНКАКАФ: 2003